# Janis Papadopulos (piłkarz)
Janis Papadopulos (gr. Γιάννης Παπαδόπουλος, ur. 9 marca 1989 w Salonikach) – grecki piłkarz występujący na pozycji pomocnika.

## Kariera klubowa
Papadopulos jest wychowankiem klubu AÓ Iraklís, z którego w 2008 roku przeniósł się do Olympiakos SFP. W jednym z najbardziej rozpoznawalnych zespołów greckich nie pojawiał się jednak zbyt często na boisku, po trzech sezonach odszedł więc do grającego w niższych ligach w Niemczech Dynama Drezno. Spędził w tej drużynie dwa sezony, a latem 2013 roku zdecydował się na powrót do rodzinnego kraju. Jego nowym miejscem pracy został Aris FC. Wiosną 2014 roku występował w Cracovii, po zakończeniu sezonu klub postanowił jednak nie przedłużać z nim kontraktu. Po odejściu z Cracovii podpisał kontrakt z Bene Sachnin.

## Kariera reprezentacyjna
11 sierpnia 2010 zaliczył występ w reprezentacji Grecji w towarzyskim meczu przeciwko Serbii (1:0). Na boisku pojawił się w 74 minucie spotkania, zmieniając Sotirisa Ninisa.

## Sukcesy
Grecja U-19
- wicemistrzostwo Europy: 2007

Olympiakos SFP
- mistrzostwo Grecji: 2008/09, 2010/11
- Puchar Grecji: 2008/09